# Eublemma viridula
Eublemma viridula is een vlinder van de familie van de spinneruilen (Erebidae). De wetenschappelijke naam van deze soort is voor het eerst voorgesteld als Anthophila viridula door Achille Guenée in een publicatie uit 1841.
De soort komt voor in Italië (vasteland, Sardinië, Sicilië), San Marino, Slovenië, Kroatië, Bulgarije en Kreta.